# 화곡중학교
화곡중학교(禾谷中學校)는  서울 강서구 내발산동에 있는 사립 중학교이다.

## 학교 연혁
- 1973년 6월 18일 : 학교법인 홍신학원 설립허가
- 1974년 1월 5일 : 화곡중학교 설립인가(24학급)
- 1974년 3월 1일 : 임중관 교장 취임(초대)
- 1974년 3월 4일 : 개교식 및 입학식 거행(562명)
- 1975년 10월 30일 : 교사증축
- 1977년 2월 19일 : 제1회 졸업식 거행(562명)
- 2022년 9월 1일 : 제13대 임중관 교장 취임
- 2023년 2월 3일 : 제47회 졸업식 (197명)
- 2023년 3월 2일 : 제50회 입학식 (182명)

## 참고 자료
- 화곡중학교 - 한국교육학술정보원 학교알리미